# Base navale de la baie de Guantánamo
Pour les articles homonymes, voir Guantanamo.
La base navale de la baie de Guantánamo (Guantanamo Bay Naval Base) est une base américaine située à l'entrée de la baie de Guantánamo à la pointe sud-est de l'île de Cuba. Elle se répartit des deux côtés de l'entrée de la baie sur une superficie de 117,6 km2 enclavés dans la province de Guantánamo. Utilisée par l'US Navy depuis plus d'un siècle, c'est la plus ancienne base des États-Unis hors du continent nord-américain[réf. souhaitée]. Avant juillet 2015, elle était la seule située dans un pays n'ayant pas de relations diplomatiques avec eux.

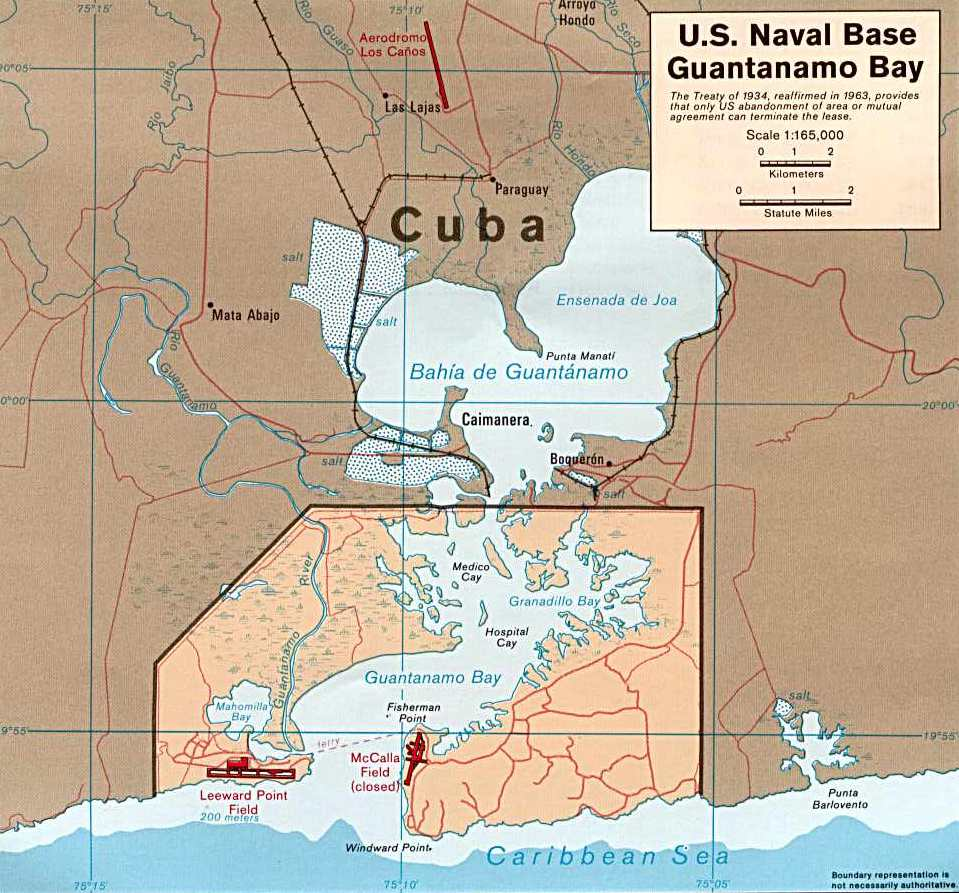
Cartographie de la base.

Le gouvernement cubain est opposé à la présence de cette base, arguant que selon les lois internationales et l'accord initial le bail est invalide, ce que le gouvernement américain conteste et refuse.

## Utilisation
La base sert au soutien logistique de la flotte de l'Atlantique et aux opérations de lutte contre le trafic de drogue dans les Caraïbes.
Depuis 2002, la base navale abrite un centre de détention, le camp de Guantánamo, où les États-Unis détiennent des personnes qualifiées de « combattants illégaux », capturées par l'armée américaine dans les différentes opérations qu'elle mène à l'étranger (Afghanistan, Irak, etc.).

## Histoire
À la suite de la guerre hispano-américaine de 1898, Cuba accède à l'indépendance et dans les faits devient un protectorat américain. Les États-Unis, qui avaient utilisé la baie pendant et après le conflit en obtiennent la location perpétuelle le 23 février 1903, accordée par Tomás Estrada Palma, premier président de Cuba (et citoyen américain) dans le cadre du traité américano-cubain. La république de Cuba conserve sur l'emplacement de la base navale une « ultime souveraineté » et garantit aux États-Unis une « juridiction et un contrôle complets » sur le territoire, pour une station navale et une station de réapprovisionnement en charbon des navires.
Un nouveau traité en 1934 confirme ce bail, accordant à Cuba et à ses partenaires commerciaux un libre droit de passage dans la baie, réactualise le montant de la location annuelle de 2 000 dollars en pièces d'or américaines à 4 085 dollars et rend le bail permanent sauf accord des deux gouvernements ou abandon de la base par les États-Unis. Depuis la révolution cubaine, le gouvernement cubain réclame la restitution du territoire et refuse d’encaisser les chèques de location.
Le gouvernement de Fidel Castro n'a encaissé qu'un seul loyer annuel du gouvernement américain, en 1959, le gouvernement cubain expliquant que cela était dû à la confusion des premiers jours à la tête du pays alors que le gouvernement américain clame qu'il s'agissait d'une reconnaissance officielle du traité par le nouveau régime cubain. Les chèques américains, adressés à l'ordre du « trésorier général de la République », une fonction qui a disparu après la révolution, ne sont pas encaissés et sont conservés dans un tiroir du bureau du dirigeant cubain.
Jusqu'à la révolution, des milliers de Cubains venaient travailler chaque jour dans la base. Au milieu de l'année 1958, le trafic automobile fut interrompu et les travailleurs furent obligés de s'y rendre à pied en passant par plusieurs portes et postes de contrôles. En 2006, seulement deux Cubains âgés franchissent quotidiennement la porte Nord-Est de la base pour venir y travailler, le gouvernement castriste ayant interdit tout nouveau recrutement d'employés cubains après son arrivée au pouvoir.
Lors de la crise des missiles en 1962, les familles du personnel militaire furent évacuées précipitamment de la base. Elles n'y revinrent qu'à partir de décembre 1964.

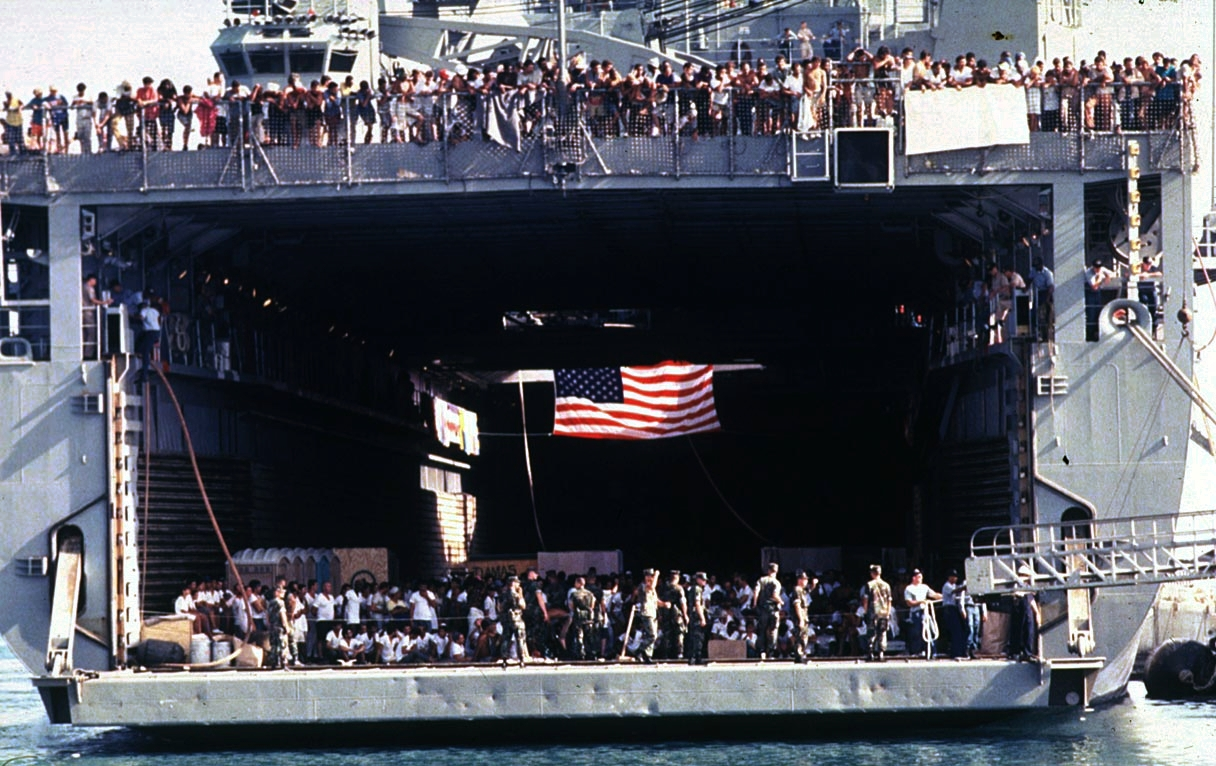
2000 réfugiés cubains à bord de l'USS Whibdey Island en 1994.

Après la révolution, des Cubains trouvèrent refuge dans la base américaine. À l'automne 1961, les militaires cubains plantèrent une barrière de cactus de 13 km de long aux limites nord-est de la base. Cette barrière fut alors surnommée par les Américains le « Cactus Curtain » (« rideau de cactus ») en référence à l'Iron Curtain (le « rideau de fer ») en Europe. La barrière a ensuite été complétée. Les troupes américaines placèrent, pour leur part, 75 000 mines dans le no man's land situé entre les deux barrières, cubaine et américaine, créant le second plus grand champ de mines au monde après celui entre les deux Corées. En mai 1996, le président Bill Clinton a ordonné le déminage de la zone du côté américain et de placer celle-ci sous la surveillance de détecteurs de mouvement et de bruit. Pour sa part, le gouvernement cubain n'a pas enlevé les champs de mines qu'il avait posés du côté de sa frontière.
Durant les années 1990, la base a accueilli plus de 45 000 réfugiés venant d'Haïti et des dizaines de milliers de Cubains voulant quitter le pays.
La base a compté jusqu'à 9 500 marins et Marines américains. En 2011, on compte 881 militaires américains à Cuba.
La base abrite un centre de détention depuis les années 2000. La plupart des prisonniers sont suspectés de terrorisme, mais n'ont eu aucun procès, Washington les considérant comme des combattants illégaux et non comme des sujets de droit. Les conditions de détention ont été vivement critiquées en raison de la torture pratiquée sur les prisonniers.

## Base de Guantánamo et droit international

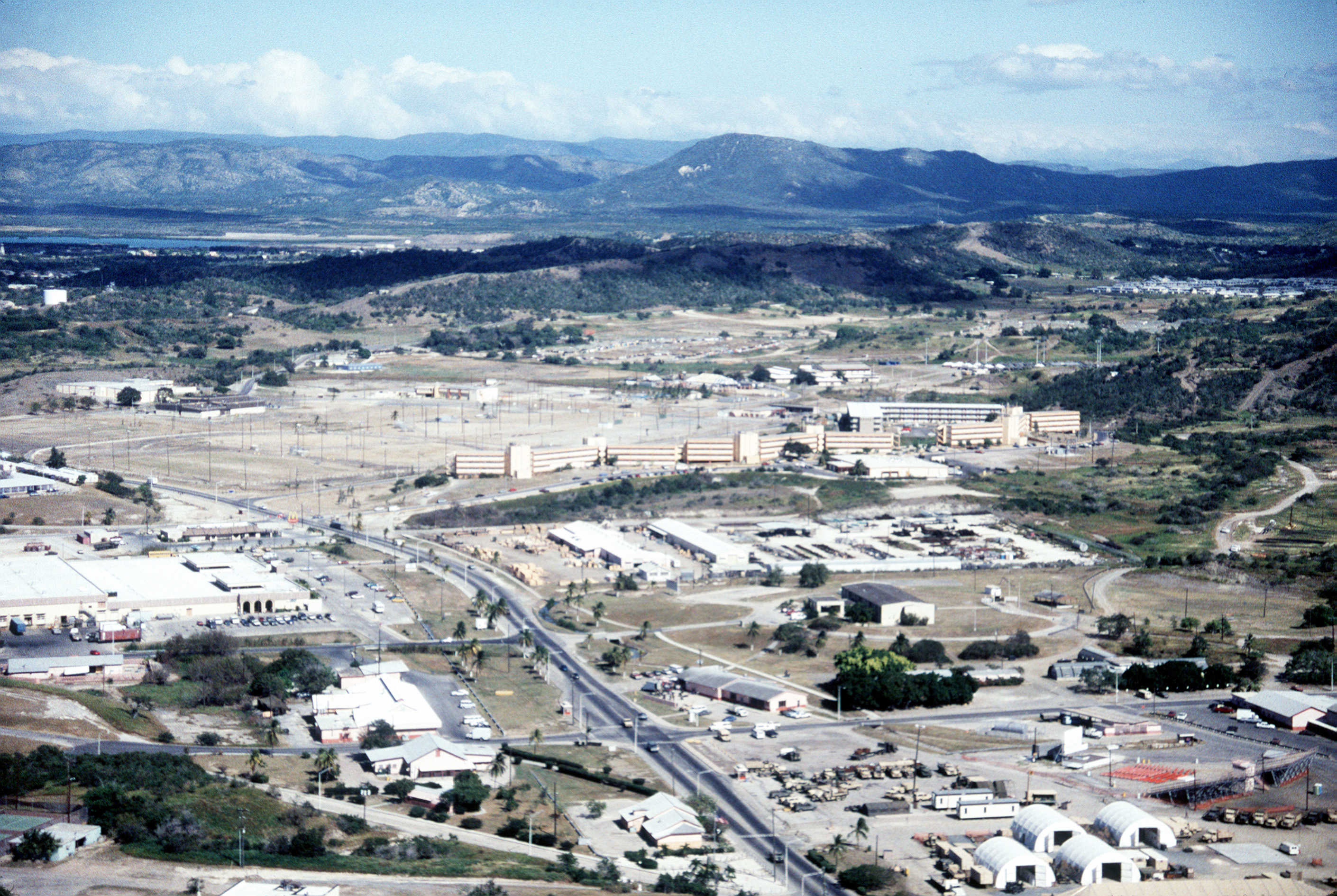
Vue d'une partie des installations de la base avec à gauche un McDonald's et le magasin Navy Exchange et un cinéma de plein-air en bas à droite.

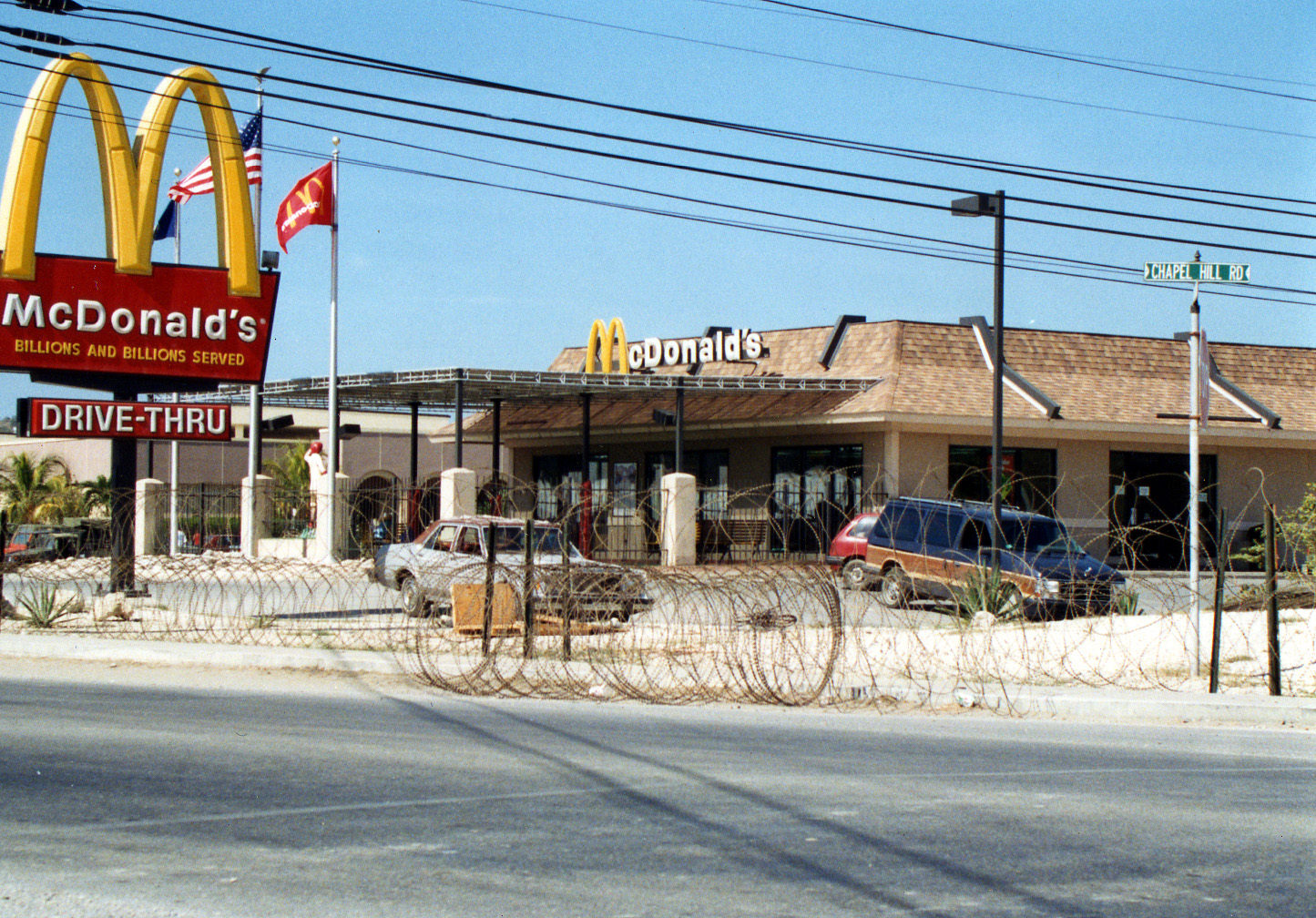
Le McDonald's de Guantanamo.

En 2006, bien que n'entretenant pas de relations diplomatiques, Cuba et les États-Unis ont signé un accord d'extradition réciproque de fugitifs, les Américains remettant aux autorités cubaines tout fugitif ayant commis une infraction aux lois cubaines et qui trouverait refuge à Guantanamo et Cuba remettant aux autorités américaines tout fugitif ayant fui Guantanamo à la suite d'une infraction aux lois américaines.
Le 22 avril 2007, le San Francisco Chronicle publie un article sur les conditions pouvant rendre le traité de location caduc. Le journal y rappelle que le traité autorise les États-Unis à utiliser la base « seulement pour la fourniture de charbon aux navires et à des buts maritimes, et pas pour d'autres buts » (« coaling and naval purposes only, and for no other purpose »), et qu'il prohibe explicitement « le commerce, l'industrie ou d'autres entreprises dans la zone ». Cependant la base abrite une demi-douzaine de concessions de restauration rapide pour son personnel (comme un restaurant McDonald's, le seul sur l'île) et un magasin du Navy Exchange. Selon l'article, des personnalités du monde des affaires, politiques ou culturelles américaines qui sont en contact régulier avec les dirigeants cubains ont l'impression que le gouvernement cubain veut le départ des militaires américains de l'île mais que ce n'est pas la priorité du moment.
D'après Alfred de Zayas, un juriste et historien américain d'origine cubaine, « Du point de vue du droit international, les contrats de bail de 1903 et 1934 ne sont plus valables, puisqu'ils ont été imposés par la force et constituent des traités en violation du jus cogens, c'est-à-dire de normes contraignantes de droit international telles que le droit à l'autodétermination ».